# Touit
Az aprópapagáj (Touit) a madarak osztályának papagájalakúak (Psittaciformes) rendjébe, a papagájfélék (Psittacidae) családjába és az araformák (Arinae) alcsaládjába tartozó nem. Egyes szervezetek a jákópapagáj-formák (Psittacinae) alcsaládjába sorolják.

## Rendszerezésük
A nemet George Robert Gray angol zoológus írta le 1855-ben, az alábbi fajok tartoznak ide:
- Lilafarkú aprópapagáj (Touit batavicus)
- Costa Rica-i aprópapagáj (Touit costaricensis)
- Vöröskantárú aprópapagáj (Touit dilectissimus)
- Skarlátvállú aprópapagáj (Touit huetii)
- Barnahátú aprópapagáj (Touit melanonotus)
- Zafirfarkú aprópapagáj (Touit purpuratus)
- Pettyesszárnyú aprópapagáj (Touit stictopterus)
- Aranyfarkú aprópapagáj (Touit surdus)

## Előfordulásuk
Közép-Amerika és Dél-Amerika területén honosak. Természetes élőhelyeik a szubtrópusi vagy trópusi esőerdők, mocsári erdők és szavannák.

## Megjelenésük
Átlagos testhosszuk 14-18 centiméter közötti.